# Sinodina ashima
Sinodina ashima — прісноводна креветка з родини атидових (Atyidae). Описана 2023 року.

## Назва
Вид S. ashima названо на честь дівчини Ашіми (або Ашми) з фольклору народу Ї, яка є символом любові та хоробрості.

## Поширення
Ендемік Китаю. Мешкає у печерах на Юньнань-Гуйчжоуському плато. Типове місцезнаходження — печера Сяншуйцін, Шилінь-Їський автономний повіт, префектура Куньмін, провінція Юньнань, 1790 м над рівнем моря. Середовище проживання — підземна річка в карстовій печері.